# Kabinett Laval II

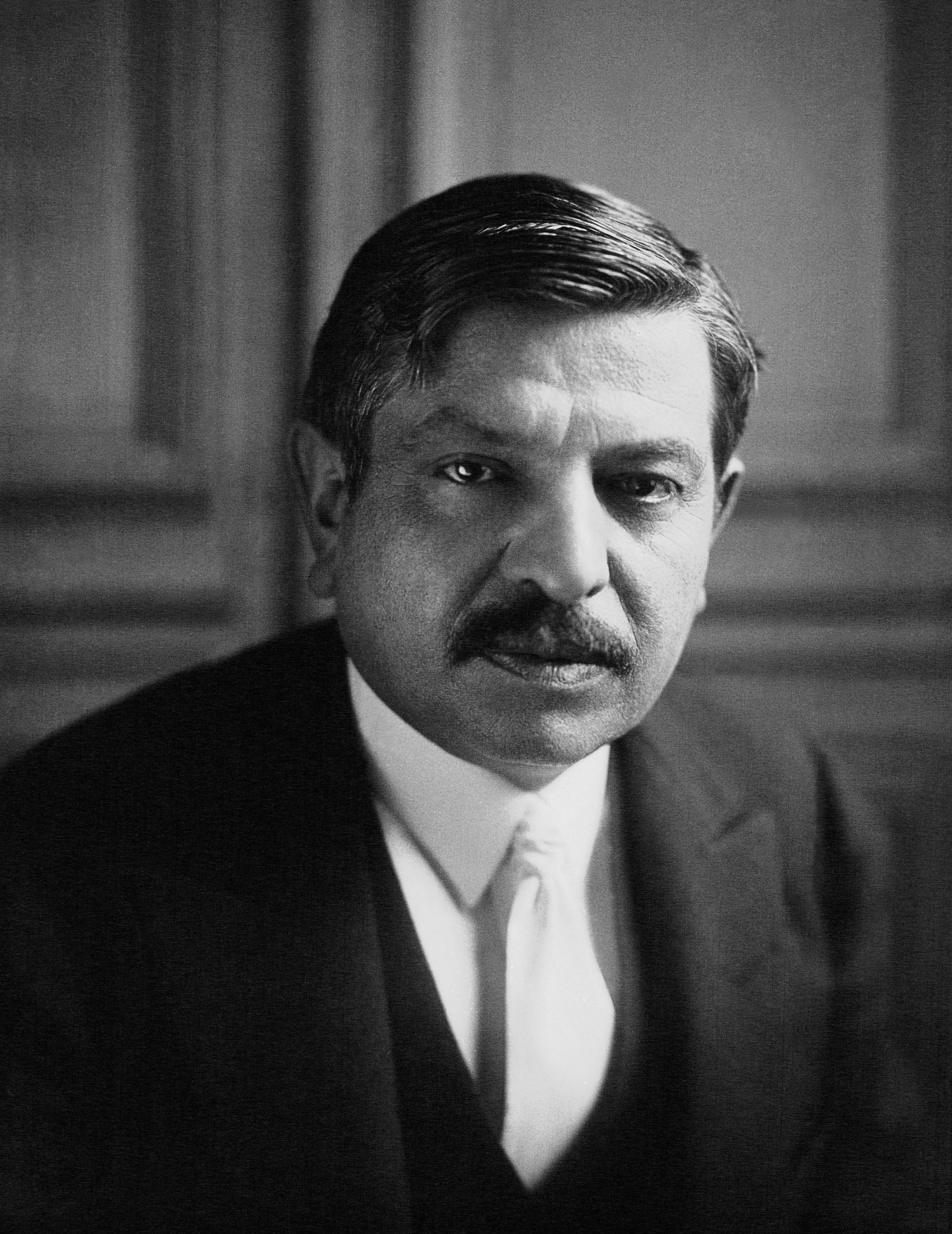
Pierre Laval (1931)

Das zweite Kabinett Laval war eine Regierung der Dritten Französischen Republik. Es wurde am 13. Juni 1931 von Premierminister (Président du Conseil) Pierre Laval gebildet und löste das Kabinett Laval I ab. Es blieb bis zum 12. Januar 1932 im Amt und wurde vom Kabinett Laval III abgelöst.
Dem Kabinett gehörten Vertreter folgender Parteien an: Alliance démocratique (AD), Fédération républicaine (FR), Radicaux indépendants (RI), Parti républicain-socialiste (PRS), Parti Démocrate Populaire (PdP) und Abweichler der Parti républicain, radical et radical-socialiste (PRRRS).

## Kabinett
Diese Minister bildeten das Kabinett (keine Veränderungen zu Kabinett Laval I):
- Premierminister: Pierre Laval
- Minister des Inneren: Pierre Laval
- Außenminister: Aristide Briand (PRS)
- Finanzminister: Pierre-Étienne Flandin (AD)
- Minister für den Haushalt: François Piétri (AD)
- Kriegsminister: André Maginot[1] (AD)
- Justizminister: Léon Bérard (AD)
- Minister für öffentlichen Unterricht und Kunst: Marius Roustan[2] (RI)
- Minister für Kriegsmarine: Charles Dumont[3] (AD)
- Minister für Luftfahrt: Jacques-Louis Dumesnil[4] (PRRRS)
- Minister für Handel und Industrie: Louis Rollin[5] (AD)
- Minister für öffentliche Arbeiten: Maurice Deligne[6] (RI)
- Minister für Post, Telegraphie und Telefonie: Charles Guernier[7] (RI)
- Landwirtschaftsminister: André Tardieu (AD)
- Minister für Kolonien: Paul Reynaud (AD)
- Minister für Arbeit und Sozialversicherung: Adolphe Landry (RI)
- Minister für öffentliche Gesundheit: Camille Blaisot[8] (FR)
- Minister für die Handelsmarine: Louis de Chappedelaine[9] (RI)
- Minister für Renten: Auguste Champetier de Ribes (PDP)

### Unterstaatssekretäre
Dem Kabinett gehörten folgende Sous-secrétaires d’État an:
- Nationalökonomie und Premierminister: André François-Poncet (AD)
  - ab 3. September 1931: Claude-Joseph Gignoux[10] (AD)
- Innenministerium: Pierre Cathala[11] (RI)
- Ministerium für Unterricht und Kunst; hier schöne Künste: Maurice Petsche[12] (AD)
- Ministerium für Unterricht und Kunst; hier technische Ausbildung: Charles Pomaret[13] (PRS)
- Ministerium für Unterricht und Kunst, hier Sportunterricht: Émile Morinaud[14] (RI)
- Ministerium für öffentliche Arbeiten; öffentliche Arbeiten und Tourismus: Gaston Gérard[15] (AD)
- Kriegsmarine: Pierre Dignac[16] (AD)
- Luftfahrt: Étienne Riché[17] (RI)
- Landwirtschaft: Armand Achille-Fould[18] (FR)
- Kolonien: Blaise Diagne (PRS)
- Arbeit und Sozialversicherung: Maurice Foulon[19]

## Historische Einordnung
Laval versuchte, der Wirtschaftskrise mit intensivierten Kontakten zu Deutschland und England zu begegnen. Er traf sich im September 1931 mit Reichskanzler Heinrich Brüning und gewährte der deutschen Reichsbank dabei einen Kredit. Eine Unterstützungsaktion für das britische Pfund führte im September 1931 zu einem deutlichen Verlust für die französische Staatskasse, nachdem das Pfund nach Aufgabe des Goldstandards um 40 % abwerten musste.
Im August wurden die deutschen Reparationszahlungen infolge des Hoover-Moratoriums für ein Jahr ausgesetzt.
Laval reiste im Oktober 1931 zu Gesprächen mit Präsident Herbert Hoover in die USA und wurde dort triumphal empfangen; das Time Magazine wählte ihn zum Man of the Year.